# Sålis, Hammarland
Sålis är en by i Hammarlands kommun på Åland. Det är ett av de få finska ortnamnen på Åland. Dessa finska ortnamn visar att Åland hade fått en del finska bosättningar ungefär vid den tid då ögruppen under äldre medeltid nykoloniserades av svenskar.

## Sålis batteri
Sålis batteriberg som befästes av Ryssland under första världskriget, trots Ålands ställning som demilitariserat område. Sålis var det enda åländska batteriet som kom till användning under första världskriget och det var under Godbyslaget den 17 och 19 februari 1918. Anläggningen sprängdes 1919 av svensk militär.

## Geografi
Sålis har en geografi som kännetecknas av ängar, skog, åkermark, bergsmark samt stränder. Sålis är en återkommande ort för fågelskådare.